# Ministero dei lavori pubblici
Il Ministero dei lavori pubblici era il dicastero del Governo italiano che aveva competenza sulle reti infrastrutturali, quali quella stradale, autostradale, ferroviaria, portuale e aeroportuale, a servizio dei mezzi di trasporto.
Il Ministero è stato soppresso con la riforma Bassanini di cui al D.lgs. n. 300/1999, attuata nel 2001. Attualmente risulta accorpato al Ministero delle infrastrutture e dei trasporti.

## Storia

Il ministero dei lavori pubblici a piazza di San Silvestro, in una foto del 1898

Già esistente dal 1861 con Governo Cavour, il primo dell'Italia unita, il Ministero dei lavori pubblici, spesso abbreviato in LL.PP., venne accorpato dal 2001 col Governo Berlusconi II in parte col nuovo Ministero delle infrastrutture e dei trasporti, in ottemperanza alla riforma Bassanini, e in parte col Ministero dell'ambiente e della tutela del territorio.
Dal 2006, il Governo Prodi II scisse in due il dicastero, ricreando il Ministero dei trasporti e il Ministero delle infrastrutture.
Infine, la legge n. 244/2007 (legge finanziaria per il 2008) impose il ritorno alla riforma Bassanini e, pertanto, venne ricreato il Ministero delle infrastrutture e dei trasporti, divenuto operativo col Governo Berlusconi IV.

## Organizzazione
Il dicastero, insieme al parallelo Ministero dei Trasporti, era organizzato nelle seguenti sezioni:

### Uffici di diretta collaborazione
- Ufficio di Gabinetto
- Ufficio Legislativo
- Ufficio Stampa
- Segreteria del Ministro
- Struttura Tecnica di missione
- Servizio di Controllo interno

### Altri organi alle dipendenze del Ministro
- Consigliere per gli affari internazionali
- Commissari straordinari per la realizzazione delle infrastrutture strategiche
- Servizio per l'alta sorveglianza per le grandi opere
- Organo centrale di sicurezza
- Ufficio per la regolazione dei servizi ferroviari
- Incarico studio politiche culturali nella realizzazione delle infrastrutture
- Incarico studio politiche sulla sicurezza
- Consiglieri ministeriali
  - Consigliere per le politiche ambientali
  - Consigliere per le politiche portuali

### Dipartimenti
- Dipartimento per il coordinamento dello sviluppo del territorio, per il personale ed i Servizi Generali
- Dipartimento per le infrastrutture stradali, l'edilizia e la regolazione dei lavori pubblici
- Dipartimento per la navigazione e il trasporto marittimo e aereo
- Dipartimento per i trasporti terrestri

### Uffici decentrati
Erano dipendenti dal Ministero i seguenti uffici periferici:
- Provveditorati interregionali per le opere pubbliche, attualmente del Ministero delle infrastrutture e dei trasporti, che sono i seguenti:
- Piemonte,  Valle d'Aosta,  Liguria
- Veneto,  Trentino-Alto Adige,  Friuli-Venezia Giulia
- Lombardia,  Emilia-Romagna
- Toscana,   Marche,  Umbria
- Lazio,  Abruzzo,  Sardegna
- Campania,  Molise,  Puglia,  Basilicata
- Sicilia,  Calabria

### Consiglio superiore dei lavori pubblici
Una definizione dei compiti del Consiglio superiore dei lavori pubblici è fornita nell'articolo 2 della legge 17 agosto 1942, n. 1150:
(Art. 2 della Legge 17 agosto 1942, n. 1150)

### Comando generale del Corpo delle capitanerie di porto
- Guardia costiera

### Enti vigilati
- ANAS s.p.a. (Ente nazionale per le strade)
- Autorità portuali
- Centro internazionale radio medico (CIRM)
- CETENA. s.p.a. (Centro per gli studi di tecnica navale)
- Ente nazionale per l'aviazione civile (ENAC)
- Ente nazionale per l'assistenza al volo (ENAV)
- Fondazione marittima Ammiraglio Michelagnoli
- Ferrovie dello Stato s.p.a. (Ferrovie dello Stato)
- Istituto nazionale per studi ed esperienze di architettura navale (INSEAN)
- Lega navale italiana (LNI)
- Registro italiano navale (RINA)
- Registro italiano dighe (RID)

### Altri uffici
- Ufficio relazioni con il pubblico
- Biblioteca
- Ufficio relazioni sindacali
- Servizio prevenzione e protezione (S.P.P.)

## Elenco dei ministri dei lavori pubblici
- Ministri dei lavori pubblici del Regno d'Italia (1861-1946)
- Ministri dei lavori pubblici della Repubblica Italiana (1946-2001)

L'elenco contiene il nominativo di tutti i ministri dei lavori pubblici dall'Unità d'Italia, dal 1861, col Governo Cavour, al 2001, anno in cui col Governo Berlusconi II si diede avvio all'istituzione del Ministero delle Infrastrutture e dei Trasporti, brevemente diviso negli anni 2006-2008 in due dicasteri e poi riaccorpati dal 2008.
- Ministri delle infrastrutture e dei trasporti della Repubblica Italiana (dal 2001)